# Близки срещи с весел дявол
„Близки срещи с весел дявол“ (на полски: Bliskie spotkania z wesołym diabłem) e полски приключенски филм от 1988 година на режисьора Йежи Лукашевич.

## Актьорски състав
- Рафал Синувка – Зеноби Би
- Яцек Хмелник – Макари Мак
- Франчишек Чвирко – Пишчалка
- Ришарда Ханин – туристка
- Ирена Лясковска – учителка
- Гжегож Херомински – Рибарчик
- Кшищоф Литвин – журналист
- Павел Унруг – глава на хайка

## Награди
- 11 Фестивал на Филми за Деца и Младежи – Специална Награда за Йежи Лукашевич
- 11 Фестивал на Филми за Деца и Младежи – Най-интерпретатор роля на дете за Рафал Синувка
- 11 Фестивал на Филми за Деца и Младежи – Награда на журито за деца за Йежи Лукашевич